# Vijadukt Jezerane
Vijadukt Jezerane nalazi se između čvorova Ogulin i Brinje autoceste A1 u Hrvatskoj, južno od tunela Mala Kapela. Dug je 661 metar.
Zbog svoje veličine, vijadukt je projektiran u četiri dijela.